# Los Arabos
Los Arabos è un comune di Cuba, situato nella provincia di Matanzas.